# Ayeta Anne Wangusa
Ayeta Anne Wangusa (geb. 9. September 1971 in Kampala) ist eine ugandische Autorin und Bürgerrechts-Aktivistin.
Sie war 1995 Gründungsmitglied der ugandischen Autorinnenvereinigung FEMRITE.

## Herkunft und Ausbildung
Ayeta Anne Wangusa kam 1971 in der ugandischen Hauptstadt Kampala zur Welt. An der dortigen Makerere-Universität studierte sie von 1990 bis 1993 Literaturwissenschaft und Soziologie und schloss mit einem Bachelor of Arts ab. An der Makerere-Universität absolvierte sie anschließend bis 1997 auch einen Master-Studiengang in Literaturwissenschaft. Von 2009 bis 2011 erwarb sie an der University of Leicester einen Master of Arts in New Media, Governance and Democracy.

## Berufliche Tätigkeiten
Von August bis Dezember 1996 war Wangusa studiumsbegleitend Buchredakteurin bei Fountain Publishers Ltd in Uganda. Anschließend arbeitete sie bis 2003 als Redakteurin für Sonderthemen bei der New Vision Printing and Publishing Corporation in Uganda. Von 2004 bis März 2006 war sie als Projektleiterin für Entwicklung und Implementierung des Open Knowledge Network bei der African Medical and Research Foundation (AMREF) in Tansania tätig. Bis 2009 arbeitete sie bei Stichting Nederlandse Vrijwilligers Netherlands Development Organisation (SNV) in Tansania als Beraterin für die Stärkung der Zivilgesellschaft. Seither arbeitet sie dort ebenfalls unter dem Dach der SNV als Governance-Beraterin (Medien) für die Public Accountability Tanzania Initiative.

## Literarisches Werk
Wangusa erlangte in literarischen Kreisen erstmals größere Anerkennung für ihren 1998 erschienenen Roman „Memoirs of a Mother“.
Neben ihrer eigenen literarischen Arbeit war sie auch als Herausgeberin tätig, so 2002 gemeinsam mit Violet Barungi für „Tears of Hope: A Collection of Short Stories by Ugandan Rural Women“. 2009 war sie Gründungsmitglied des African Writers Trust und langjährig Mitglied des Beirats.
In Margaret Busbys 2019 erschienenen Anthologie New Daughters of Africa ist Ayeta Anne Wangusa mit dem Text „My Mouth Carries Few Words“ vertreten.

## Sonstige Aufgaben
Im März 2002 war Wangusa Jurorin beim nationalen Essay-Wettbewerb des ugandischen American Centre anlässlich des Monats für afroamerikanischen Geschichte. Im Juni 2002 fungierte sie als stellvertretende Hauptberichterstatterin des 8. Internationalen Interdisziplinären Frauenkongresses in Kampala. Wangusa war außerdem Mitglied des Lenkungsausschusses des Projekts Women Writing Africa, Eastern Africa der Feminist Press (New York, USA).
2003 nahm sie im Rahmen des Projekts „Across Continents“ am Cheltenham Literature Festival in Großbritannien teil. 2003 fungierte sie außerdem als Jurorin für den renommierten Commonwealth Writers' Prize (Afrikanische Region), der von der Commonwealth Foundation gemeinsam mit Prof. Mary Kolawole aus Nigeria und Prof. Andries Oliphant aus Südafrika gefördert wurde. 2005 war sie Vertreterin der Schriftstellerinnen im ugandischen PEN.
Von 2009 bis 2011 war Wangusa Koordinatorin des Workshops zu Geschlechterfragen und Frauenrechten des Commonwealth Peoples' Forum im australischen Perth und Mitglied des Commonwealth Civil Society Advisory Committee (CSAC) als Vertreterin der ostafrikanischen Region.

## Ehrungen, Ernennungen und Auszeichnungen
- 1998: Ehrenmitgliedschaft beim renommierten International Writers Program der University of Iowa[6]
- 2005: Berufung in die UNESCO Expert Facility Konvention zum Schutz und zur Förderung der Vielfalt kultureller Ausdrucksformen von 2005[12]
- 2011: Aufnahme in den Expertenpool für Capacity Development and Knowledge Exchange durch die Neue Partnerschaft für Afrikas Entwicklung (NEPAD)
- 2017: East Africa's Most Influential Woman in Business and Government in der Kategorie Kunst und Kultur bei den CEO Global Africa Awards[13]

## Bibliographie
- Ayeta Anne Wangusa: Memoirs of a Mother. Femrite Publications Limited, Kampala 1998, ISBN 978-9970-9010-1-2 (englisch, africanbookscollective.com).
- Ayeta Anne Wangusa, Violet Barungi (Hrsg.): Tears of Hope: A Collection of Short Stories by Ugandan Rural Women. Femrite Publications Limited, Kampala 2002, ISBN 978-9970-700-02-8 (englisch, africanbookscollective.com).